# Сан (футбольный клуб)
Сан Перемышль — польский футбольный клуб, основанный в Перемышле в 1929 году украинской общиной и просуществовавший до Второй мировой войны.
Известными игроками клуба были Мирослав Турко и Уолт Закалюжный.
Вместе с Украиной (Львов) был одним из лучших украинских клубов в региональной лиге Львов и в истории польского футбола.
Клуб в течение двух сезонов (1938—1939) играл в региональной польской лиге Львов — Класс А: сыграл всего 26 матчей, набрал 24 очка, разница мячей 36-50.
В сентябре 1939 года, когда началась Вторая мировая война, клуб прекратил своё существование.
В 1942 году был восстановлен. В 1944 году, после прихода советских войск в Перемышль, клуб был ликвидирован.